# The Adjustment Bureau
The Adjustment Bureau, titulada en España Destino oculto y en Hispanoamérica Agentes del destino, es una película de ciencia ficción estrenada el 4 de marzo de 2011 en Estados Unidos y España, y el 7 de abril del mismo año en Argentina y México. Protagonizada por Matt Damon y Emily Blunt. Dirigida, escrita y producida por George Nolfi. Basada en un relato de Philip K. Dick titulado Adjustment Team.

## Argumento
En 2006, el congresista de Brooklyn David Norris (Matt Damon) se presenta con poco éxito al Senado de los Estados Unidos. Mientras ensaya un discurso aceptando su derrota, David conoce a Elise Sellas (Emily Blunt), y comparten un beso apasionado, aunque ella no le dice su nombre. Inspirado por ella, David da un discurso inusualmente sincero que es bien recibido, haciéndole uno de los favoritos para las elecciones al Senado de 2010.
Un mes más tarde, David se prepara para un nuevo trabajo. En el Madison Square Park, cerca de la casa de David, un hombre llamado Harry Mitchell (Anthony Mackie) recibe un encargo de Richardson (John Slattery), su jefe: garantizar que David derrame el café en su camisa a las 07:05 AM por lo que perderá a su autobús. Mitchell se duerme y pierde a David, que se encuentra con Elise de nuevo en el autobús y consigue su número de teléfono. David llega al trabajo para encontrar a su amigo Charlie Traynor (Michael Kelly) congelado en tiempo y es examinado por hombres desconocidos en trajes. David intenta escapar, pero está incapacitado y lo llevan a un almacén. Richardson explica que él y sus hombres son de «Los Agentes del Destino». Se aseguran de que la vida de las personas avancen según lo determine «el Plan», un documento complejo que Richardson atribuye «al Superior» (Dios) («El Director» en el doblaje de España). Los Agentes confiscan y destruyen la nota que contiene el número de teléfono de Elise, y David se le advierte que si alguna vez revela la existencia de los Agentes a cualquier otra persona, será «reiniciado» - semejante a estar lobotomizado - y que él bajo ninguna circunstancia debe nuevamente reunirse con Elise.
Tres años más tarde, después de subir a un autobús, David se encuentra con Elise; él le dice que había pasado tres años de montar el autobús para trabajar, con la esperanza de volver a verla. Se entera de que ella baila para Cedar Lake Contemporary Ballet. Los Agentes tratan de detenerlo de renovar su relación mediante la alteración de sus horarios. David corre a través de la ciudad, lucha contra las capacidades de los Agentes para "controlar sus elecciones» para asegurarse de que se reunirá con Elise. Durante la persecución los Agentes utiliza puertas ordinarias para viajar instantáneamente a lugares de muchas cuadras de distancia. El Alto funcionario Thompson (Terence Stamp) se hace cargo de la adaptación de David y se lo lleva a la bodega, donde David argumenta que tiene derecho a elegir su propio camino.
Thompson dice que la humanidad recibió del Superior, el libre albedrío después del apogeo del Imperio Romano, pero luego trajo los Años Oscuros sobre sí misma. Los Agentes tomaron el control otra vez después de cinco siglos de barbarie, sin signos de final, y creó el Renacimiento y la Ilustración, pero cuando el libre albedrío se concedió una vez más en 1910, dio lugar a las guerras mundiales, el Holocausto y la Guerra Fría, de nuevo forzando a los Agentes a retomar el control. Thompson implica que sin la influencia de Elise, David podría llegar a ser Presidente de los Estados Unidos y beneficiar al mundo, y advierte de que si se queda con ella, va a arruinar tanto de su futuro. Thompson hace que Elise sufra un esguince de tobillo en una actuación para demostrar su poder, y David la abandona en el hospital para salvarlos de la suerte que Thompson describió.
Once meses después, Charlie le dice a David de la inminente boda de Elise como él hace campaña de nuevo. Harry contacta a David a través de reuniones secretas en la lluvia o cerca del agua, lo que impide que los Agentes puedan seguirlos. Harry revela que Thompson exageró las consecuencias negativas de la relación de David con Elise, y enseña a David cómo utilizar puertas al telepuerto, y evadir los ajustes de los Agentes. Justo antes de la boda, David llega a Elise, le revela la existencia de los Agentes y le muestra cómo viajar a través de las puertas. Los Agentes los persiguen a través de la ciudad de Nueva York. David decide encontrar al Presidente para poner fin a la persecución; Elise vacila brevemente, pero acompaña a David. Entran en las oficinas de los Agentes y evaden sus fuerzas.
David y Elise se encuentran atrapados y rodeados en la plataforma de observación del Edificio GE. Ellos declaran mutuamente su amor y se besan delante de Thompson antes de que pueda restablecerse. Cuando se dejan ir el uno del otro, los miembros de los Agentes se han ido. Thompson aparece, pero es interrumpido por Harry, quien le muestra un plan revisado del Superior: uno que es partido en blanco empezando con el momento actual. Después de elogiarlos por su devoción mutua, Harry le dice a la pareja que son libres de irse. La película concluye con David y Elise caminando por las calles, mientras Harry especula que el objetivo del Superior puede ser la de preparar a la humanidad para que pueda escribir sus propios "planes".

## Reparto
- Matt Damon como David Norris.
- Emily Blunt como Elise Sellas.
- Michael Kelly como Charlie Traynor.
- Anthony Mackie como Harry Mitchell.
- Terence Stamp como Thompson.
- John Slattery como Richardson.

## Producción

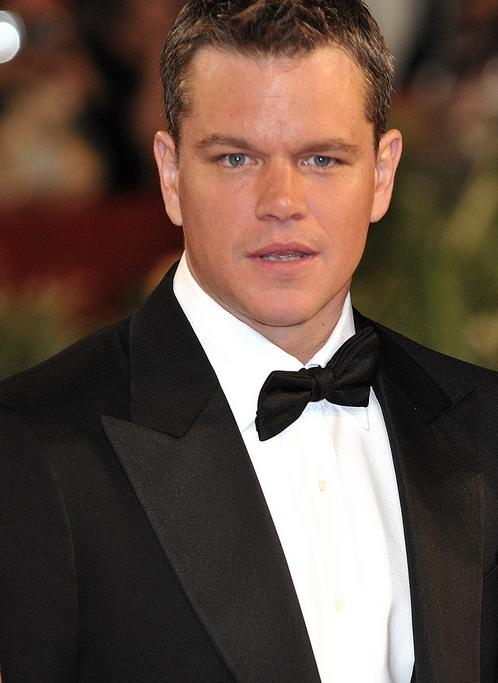
Matt Damon como David Norris.

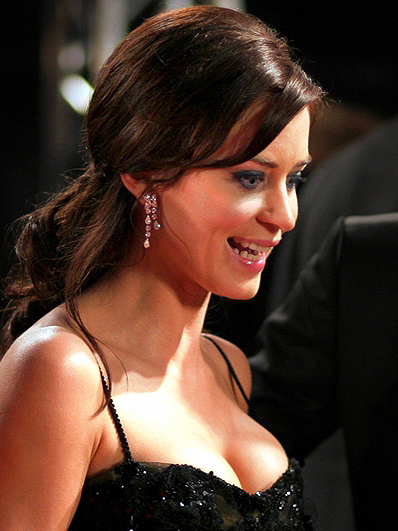
Emily Blunt como Elise Sellas.

Se empezó a rodar en octubre de 2009, íntegramente en la ciudad de Nueva York, Estados Unidos. Abbie Cornish fue considerada para uno de los personajes, pero finalmente no fue contratada. El estreno fue retrasado en numerosas ocasiones, inicialmente estaba programado para el mes de julio de 2010, pero posteriormente se retrasó hasta el 17 de septiembre del mismo año, y posteriormente, al 4 de marzo de 2011. La premier fue llevaba a cabo el 14 de febrero de 2011 en el Ziegfield Theater en Nueva York. Al evento acudieron los actores Matt Damon, Emily Blunt, John Slattery, Anthony Mackie y Josh Lucas, y el director, guionista y productor George Nolfi, entre otros.

## Recepción

### Respuesta crítica
Según la página de internet Rotten Tomatoes obtuvo un 72% de comentarios positivos, llegando a la siguiente conclusión: «El por primera vez guionista y director George Nolfi lucha por mantener un tono coherente, pero The Adjustment Bureau se beneficia de la gran y creíble química de sus estrellas». Peter Keough escribió que «los realizadores pueden confiar en Matt Damon y Emily Blunt, usted puede creer que entre ellos existe un gran amor». Variety publicó que «una fantasía a lo Gran Hermano con estilo y verdadero sentimiento, cortesía del excelente emparejamiento Matt Damon-Emily Blunt». Según la página de Internet Metacritic obtuvo críticas mixtas, con un 58%, basado en 32 comentarios, de los cuales 15 son positivos.

### Taquilla
Estrenada en 2.840 cines estadounidenses, debutó en segunda posición con 21 millones de dólares, con una media por sala de 7.450 dólares, por delante de Beastly y por detrás de Rango. Recaudó 62 millones en Estados Unidos. Sumando las recaudaciones internacionales la cifra asciende a 127 millones. El presupuesto estimado invertido en la producción varía entre los 51 y los 52 millones, dependiendo de las fuentes.